# 壱岐神社
壱岐神社（いきじんじゃ）は、長崎県壱岐市に鎮座する神社である。

## 祭神
亀山天皇・後宇多天皇・少弐資時公を主祭神とする。

## 概要
祭神の亀山天皇、後宇多天皇は元寇の役に日本国の危き時に国家安泰を祈願した。また祭神の小弐資時公は元寇で命を捧げた。
祭神は、国難事変に際して神威を顕し、平時に於ては国家の平和を護り給う神々である。 壱岐島民は昭和3年（1928年）以来、壱岐神社御創建の事業を進め、昭和19年（1944年）本殿の建設を実現した。昭和23年（1948年）11月3日に御祭神三柱の鎭座祭を執行し、同27年（1952年）には壱岐護国神社の鎭座祭を執行した。壱岐で一番新しい神社である。

## 歴史
- 昭和19年（1944年）　本殿建設
- 昭和23年（1948年）　祭神鎮座祭
- 昭和27年（1952年）　壱岐護国神社祭
- 昭和31年（1956年）11月8日靖國神社における壱岐郡出身の戦病没の御分霊奉遷する。壱岐護國神社併称を承認される。

## 主な祭典
- 1月1日　元旦祭
- 2月11日　建国記念祭
- 4月12日　大祭前夜祭
- 4月13日　大祭一日祭
- 4月第三日曜日　例大祭　献幣の儀　墓前祭
- 5月27日　海軍記念慰霊祭
- 8月15日　終戦記念祭
- 12月31日　除夜祭